# Chrysotimus flaviventris
Chrysotimus flaviventris är en tvåvingeart som först beskrevs av Roser 1840.  Chrysotimus flaviventris ingår i släktet Chrysotimus och familjen styltflugor. Arten är reproducerande i Sverige. Inga underarter finns listade i Catalogue of Life.